# Адсулата
Адсулата (лат. Adsullata) је била речна богиња у келтској митологији. Највероватније је била богиња Саве.

## Етимологија
Име ове богиње је изведено од пра-келтске речи Ad-sūg-lat-ā, што буквално значи она која црпи воду. Римско-британски облик ове речи је највероватније био Adsuglata.

## Паралеле
Сматра се да је повезана са келтским богом Савусом (Savus) и да су поштовани и у Аустрији.